# Automeris boudinotiana
Espèce
Automeris boudinotiana est une espèce de papillon de la famille des Saturniidae.